# Góra Świętej Małgorzaty
Góra Świętej Małgorzaty è un comune rurale polacco del distretto di Łęczyca, nel voivodato di Łódź.
Ricopre una superficie di 90,42 km² e nel 2004 contava 4 677 abitanti.